# Щербатов, Фёдор Павлович
Князь Фёдор Павлович Щербатов (1749—1810) — генерал-поручик, правитель Выборгского наместничества.

## Биография
Родился в 1749 году в семье князя Павла Николаевича Щербатова. Воспитывался в родительском доме и закончил своё образование в Московском университете.
По обычаю того времени был записан в 1759 году на службу в Измайловский полк; в 1764 году был произведён в прапорщики. В первую турецкую войну 1769 года поступил волонтёром в армию князя А. М. Голицына и отличился в бою 2 июля при Долиняке, участвовал во взятии Хотина и Ясс. 
В 1770 году отправлен от графа Румянцева ко Двору курьером, в том же году произведён в капитан-поручики. 6 января 1778 года из капитанов гвардии переведён в армию полковником и тогда же получил в командование пехотный полк. В 1785 году по старшинству произведён в бригадиры, а в 1786 году — в генерал-майоры; 26 ноября 1790 года награждён орденом Св. Георгия 4-й степени (№ 763 по списку Григоровича — Степанова).
В 1791—1793 годах под главным руководством Суворова занимался укреплением и вооружением крепостей в Финляндии и за успешные труды награждён орденом Св. Владимира 2-й степени. В 1793 году определён правителем Выборгского наместничества. С похвалой управляя вверенным ему наместничеством, имел поручение вести и заграничную переписку.
В 1794 году произведён по старшинству в генерал-поручики. В 1796 году имел честь принимать в Выборге шведского короля Густава-Адольфа, прибывшего в Россию под именем графа Гаги, и получил от него вензельную табакерку, украшенную алмазами.
Скончался 11 (23) июля 1810 года, похоронен в Донском монастыре, могила его утеряна.

## Семья
Первая жена — Мария Христофоровна Эссен.
Вторая жена (с 28 января 1789 года) — княжна Прасковья (Параскева) Михайловна Щербатова (26.10.1760—19.12.1821), дочь историка князя М. М. Щербатова. Их дети:
- Анна Фёдоровна (06.12.1789[4]— ?), крещена 20 декабря 1789 года в церкви Успения на Сенной при восприемстве князя А. Н. Щербатова и Е. П. Глебовой, жена капитан-лейтенанта артиллерии Петра Николаевича Зыкова, упомянута (1823).
- Варвара Фёдоровна (1792—1829), жена костромского помещика Василия Степановича Карцова (1786—1836).
- Мария Фёдоровна — умерла в младенчестве.